# Léon (archidiaconé)
Pour les articles homonymes, voir Léon.
L'archidiaconé de Léon, relevant de l'évêché de Léon, comprenait les paroisses suivantes :
- Batz
- Cléder
- Commana et sa trève Saint-Sauveur
- Guimiliau et sa trève Lampaul-Guimiliau
- Guiclan
- Lanhouarneau
- Le Tréhou et ses trèves Tréflévénez et Tréveur
- Pleyber-Christ
- Plounévez-Lochrist
- Ploudiry et ses trèves La Martyre, La Roche-Maurice, Loc-Eguiner, Pencran et Pont-Christ
- Plouénan
- Plouescat
- Plougar et sa trève Bodilis
- Plougoulm
- Plougourvest et sa trève Landivisiau
- Plounéour-Ménez et sa chapelle Loc-Eguiner-Saint-Thégonnec
- Plouvorn et ses trèves Mespaul et Sainte-Catherine
- Plouzévédé et sa trève Berven
- Saint-Martin-des-Champs et sa trève Sainte-Sève
- Saint-Thégonnec
- Saint-Vougay
- Sibiril
- Sizun et ses trèves Locmélar et Saint-Cadou
- Taulé et ses trèves Carantec, Henvic et Penzé
- Tréflaouénan et ses trèves Quéran et Trézilidé